# Красный Бор (Тосненский район)
Кра́сный Бор — посёлок городского типа в Тосненском районе Ленинградской области России. Административный центр Красноборского городского поселения.

## История
ПОПОВКА — мыза генерал-майора Маркова, по просёлочной дороге, число душ — 8 м. п. (1856 год)

Железнодорожная станция Поповка на линии Москва — Санкт-Петербург открылась в феврале 1874 года.
Согласно материалам по статистике народного хозяйства Царскосельского уезда 1888 года мыза Поповка площадью 177 десятин принадлежала вдове генерал-лейтенанта М. И. Маркова и генерал-майору С. В. Рыкачеву, она была приобретена до 1868 года, на мызе была пасека. Вторая мыза Поповка площадью 190 десятин принадлежала жене губернского секретаря В. В. Черкесовой, она была приобретена в 1869 году, на мызе был ягодный огород. Третья мыза Поповка площадью 60 десятин принадлежала коллежскому советнику К. Л. Гонигу, мыза была приобретена в 1886 году за 9000 рублей.
В конце XIX — начале XX века Поповка административно относилась к Ижорской волости 1-го стана Царскосельского уезда Санкт-Петербургской губернии.
По данным «Памятной книжки Санкт-Петербургской губернии» за 1905 год Поповка принадлежала нескольким землевладельцам: Иосиф Вульфович Алеин — 10 десятин, инженер-полковник Карл Леопольдович Гониг — 6 дес., вдова генерал-лейтенанта Марфа Ивановна Маркова — 38 дес., инженер-техник Михаил Михайлович Подобедов — 186 дес., капитан Владимир Степанович Рыкачев — 140 дес..

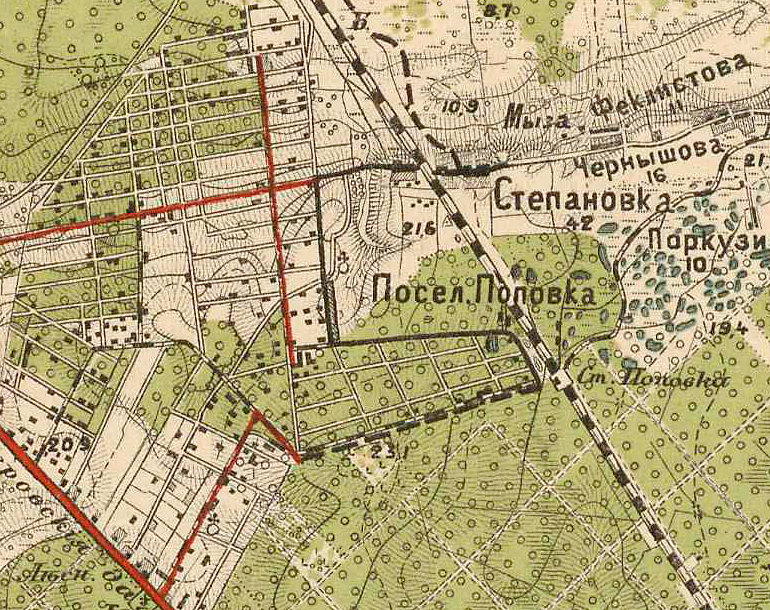
План посёлка Поповка (Красный Бор). 1913 год

В 1917 году посёлок Красный Бор входил в состав Ижорской волости Царскосельского уезда и включал в себя посёлки: Марково, Подобедовка Верхняя, Подобедовка Нижняя, Поповка Московская, Поповка Удельная, Самопомощь 1 и Самопомощь 2.
С 1918 по 1920 год в составе Красноборского сельсовета Ижорской волости Детскосельского уезда.
С 1923 года в составе Ульяновской волости Троцкого уезда.
Согласно данным переписи населения СССР 1926 года в дачном посёлке Красный Бор-Поповка проживали 3623 человека — большинство русские.
С февраля 1927 года в составе Ленинградского уезда. С августа 1927 года в составе Колпинского района Ленинградской области.
1 июля 1930 года посёлок Красный Бор получил статус дачного посёлка в составе Тосненского района.
По данным 1933 года дачный посёлок Красный Бор являлся административным центром и единственным населённым пунктом Красноборского сельсовета Тосненского района, численность населения которого составляла 12 769 человек.
Постановлением Президиума ВЦИК от 20 августа 1935 года дачный посёлок Красный Бор был преобразован в рабочий посёлок, в связи с чем Красноборский сельсовет был ликвидирован.

План посёлка Красный Бор. 1941 год

Согласно топографической карте РККА 1941 года рабочий посёлок Красный Бор насчитывал 1511 дворов.
С 1 сентября 1941 года по 31 декабря 1943 года посёлок находился в оккупации.
С 1 февраля 1963 года Красноборский поселковый совет подчинён Тосненскому горсовету.
По данным 1966 и 1973 годов к поселковому совету рабочего посёлка Красный Бор относились также деревни Мишкино, Пионер, Поркузи, Феклистово, Ям-Ижора и посёлок Тельмана.
По данным 1990 года посёлок являлся административным центром Красноборского поселкового совета в который входили 4 населённых пункта: деревни Мишкино, Поркузи, Феклистово и сам посёлок Красный Бор, общей численностью населения 6300 человек.
В 1997 году в посёлке Красный Бор Красноборского ГП проживали 5300 человек, в 2002 году — 4877 человек (русские — 93 %), в 2007 году — 4900 человек.

## География
Посёлок расположен в северо-западной части района на автодороге 41К-831 (подъезд к пос. Красный Бор), в месте её примыкания к автодороге М10 (E 105) «Россия».
Расстояние до районного центра — 30 км.

## Демография
| 1920  | 1923  | 1926  | 1935    | 1939    | 1949  | 1959  |
| ----- | ----- | ----- | ------- | ------- | ----- | ----- |
| 3149  | ↘3126 | ↗3623 | ↗10 500 | ↗12 136 | ↘895  | ↗7551 |
| 1970  | 1979  | 1989  | 1997    | 2002    | 2006  | 2009  |
| ↗8189 | ↘7585 | ↘5791 | ↘5300   | ↘4877   | ↗4900 | ↗4907 |
| 2010  | 2012  | 2013  | 2014    | 2015    | 2016  | 2017  |
| ↗5033 | ↗5161 | ↗5320 | ↗5412   | ↗5470   | ↘5333 | ↘5225 |
| 2018  | 2019  | 2020  | 2021    | 2023    | 2024  | 2025  |
| ↘5155 | ↘5088 | ↘4956 | ↘4649   | ↘4478   | ↘4359 | ↘4336 |

## Экономика
Вблизи посёлка расположен крупнейший на территории Северо-Западного федерального округа полигон для размещения опасных производственных отходов «Красный Бор», а при нём — завод по переработке опасных отходов. Работает карьер (добыча нерудных материалов).
Планируется построить новый склад Wildberries, площадью 154 тыс. м² взамен вдвое меньшему, сгоревшему 13 января 2024 года.
На территории поселка расположено предприятие по производству прицепной техники «Механический завод СОТРАНС». В 2025 году планируется завершение строительства второй площадки завода, которая будет иметь производственную мощность до 4 000 и более единиц техники в год.

## Транспорт
В посёлке расположена железнодорожная платформа Поповка московского направления Санкт-Петербургского региона Октябрьской железной дороги.

## Улицы
1-я Дорога, 1-я Красная дорога, 1-я Линия, 10-я Дорога, 11-я Дорога, 2-я Дорога, 2-я Красная дорога, 2-я Линия, 2-я улица, 3-я Дорога, 3-я Красная дорога, 3-я Линия, 3-я улица, 36 км Московского шоссе, 4-я Дорога, 4-я Красная дорога, 4-я Линия, 4-й проезд, 4-я улица, 5-я Дорога, 5-я Красная дорога, 5-я Линия, 6-я Дорога, 6-я Линия, 663 км Московского шоссе, 7-я Дорога, 8-я Дорога, 9-я Дорога, Бадаевская, Бадаевский переулок, Бадаевский проезд, Большой проспект, Вокзальная, Воскова, Гагарина переулок, Горская, Детскосельская, Дзержинского, Дорога на Вырицу, Дубровского проезд, Дубровского, Дубровского переулок, Железнодорожная, Зелёная, Земский переулок, Игнатова, Игнатьевская, Калинина, проспект Карла Маркса, Колпинская, Колхозная, Комсомольская, Красная дорога, Красноборская, Красноборский проспект, Краснослободская, Красный переулок, Красный проспект, Крутикова, Культурный переулок, Культуры, проспект Ленина, Малая Новая, Марата, Марковская, Межевая, Московская, Московская дорога, Народная, Николаевская, Новая, Новая 1-я, Октябрьская, Панфилова, Парковая, Парковый проезд, Полевая, Полярная, Промышленная, Рабочая, Рабочий переулок, Садовая, Советский проспект, Строителей, Тяговая Подстанция, Центральная, проспект Энгельса.